# مسجد سيدي
مسجد سيدي هو مسجد تاريخي يعود إلى عصر الدولة التيمورية، ويقع في فردوس.